# Galina Zýbina
Galina Ivanovna Zýbina (en ruso: Гали́на Ива́новна Зы́бина; Leningrado, 22 de enero de 1931-San Petersburgo, 10 de agosto de 2024) fue una atleta rusa, especializada en la prueba de lanzamiento de bala y representante de la Unión Soviética, de la que llegó a ser campeona olímpica en 1952.

## Carrera deportiva

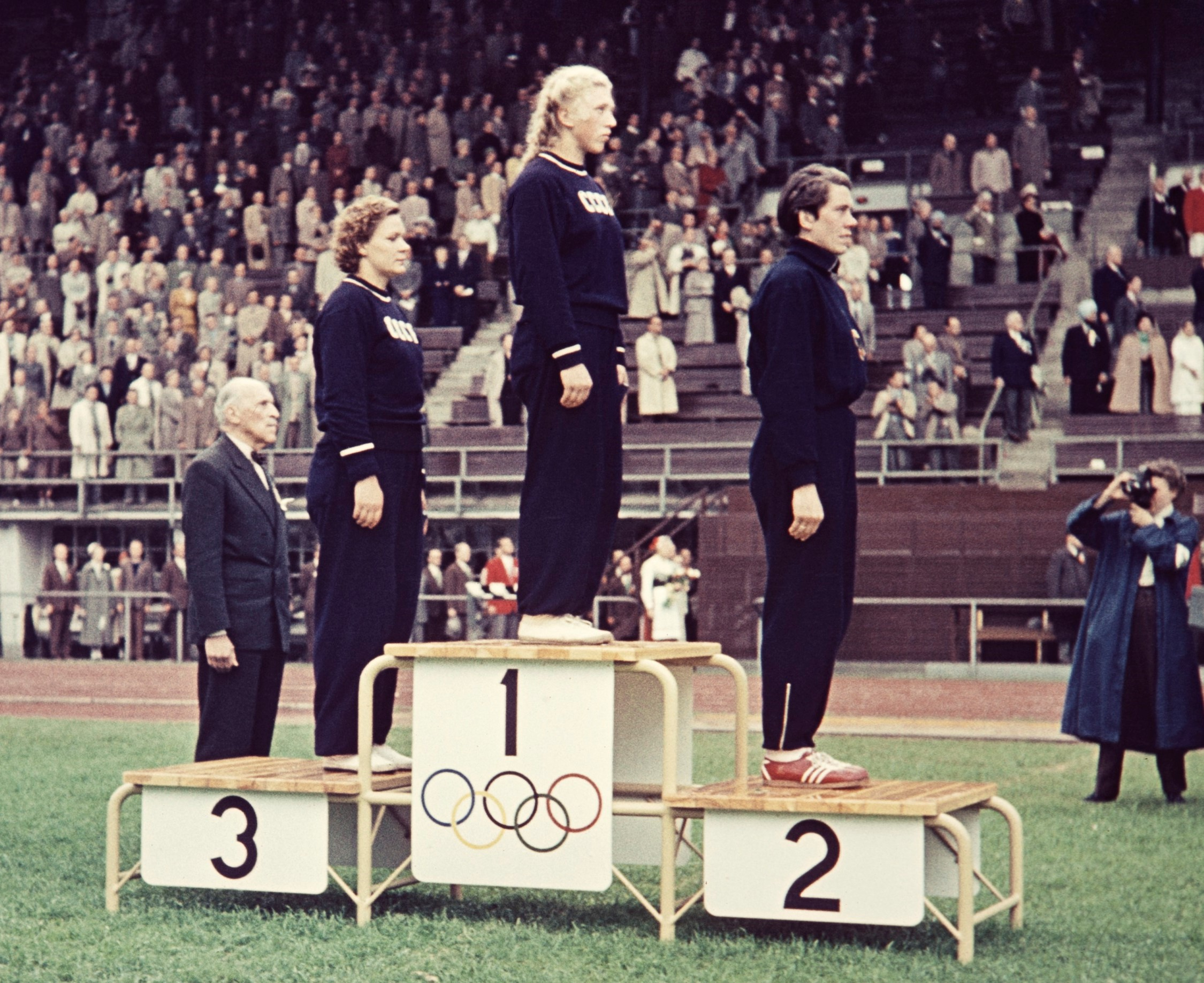
Galina Zybina en el podio

En los Juegos Olímpicos de Helsinki 1952 ganó la medalla de oro en lanzamiento de bala, con una marca de 15,28 metros, superando a la alemana Marianne Werner y a la también soviética Klavdia Tochonova.
Cuatro años después, en los Juegos Olímpicos de Tokio 1964, obtuvo la medalla de bronce en la misma prueba, logrando una marca de 17,45 metros, situándose tras su compatriota soviética Tamara Press (que ganó de lo competencia batiendo el récord olímpico con 18,14 metros) y la alemana Renate Boy (que obtuvo la medalla de plata con una marca de 17,61 metros).